# 34 (nombre)
Cet article concerne le nombre 34. Pour les années, voir 34 et -34.
Le nombre 34 (trente-quatre) est l'entier naturel qui suit 33 et qui précède 35.

## Enmathématiques
Le nombre 34 est :
- un nombre semi-premier produit de deux nombres premiers distincts, de même que ses voisins 33 et 35. Chacun possède donc quatre diviseurs, et 34 est le plus petit nombre à être entouré par deux nombres ayant le même nombre de diviseurs que lui.
- un nombre composé brésilien car 34 = 2216 ;
- le neuvième nombre de Fibonacci ;
- un nombre de Pell compagnon ;
- la constante magique des 880 carrés magiques normaux d'ordre 4 ;
- un nombre heptagonal, nontotient et noncototient ;
- la somme des deux premiers nombres parfaits (6 + 28 = 34) ;
- la somme des cinq premières factorielles (0! + 1! + 2! + 3! + 4! = 34).

## Dans d'autres domaines
Le nombre 34 est aussi :
- le numéro atomique du sélénium,
- le numéro de la sourate Saba dans le Coran,
- le 34 Skidoo, puzzle carré magique d'ordre 4 (cf. ci-dessus) dans les années 1970, reprenant le titre d'un morceau de Bill Evans,
- l'indicatif téléphonique international pour appeler l'Espagne,
- la règle 34, mème Internet[1] selon lequel tout sujet admet un équivalent pornographique,
- le n° du département français de l'Hérault,
- le nombre d'années de mariage des noces d'ambre,
- Ligne 34 .

## Note et référence
1. ↑  (en) « Rules of the internet », sur Know Your Meme.